# Pallavolo ai XIV Giochi centramericani e caraibici
La pallavolo ai XIV Giochi centramericani e caraibici si è disputata durante la XIV edizione dei Giochi centramericani e caraibici, che si è svolta a L'Avana, a Cuba, nel 1982.

## Podi
| Evento                         | Oro  | Argento | Bronzo          |
| Pallavolo maschile (dettagli)  | Cuba | Messico | Venezuela       |
| Pallavolo femminile (dettagli) | Cuba | Messico | Rep. Dominicana |